# Schweiz i Eurovision Song Contest 2011
Schweiz deltog i Eurovision Song Contest 2011 i Düsseldorf, Tyskland. Landet valde artist och bidrag genom den nationella finalen Die grosse Entscheidungs Show, som anordnades av SRG SSR idée suisse (SRG SSR).

## Tävlingsupplägg
För första gången sedan 2004 valde SRG SSR att anordna en nationell final istället för att välja artist och bidrag internt. Detta meddelades av Tv-bolaget i juni 2010, men då var kanalen högst osäker på om planerna kunde gå igenom. Den 24 augusti meddelade Schweizer Fernsehen (SF) att man skulle hålla en nationell final. Detta då Eurovisionen blivit ett stort intresse i Schweiz sedan Norges och Tysklands vinster 2009 respektive 2010. SRG SSR samarbetade med ytterligare tre tv-kanaler för att få ihop sammanlagt tolv finalbidrag: DRS 3, TSR och RSI. Man beslutade att hålla finalen den 11 december 2010. Man beslutade även att SF skulle välja ut sju finalister, DRS 3 fick välja tre stycken och TRS och RSI fick välja varsin låt. Det var endast telefonröster som användes som system i finalen. 

## Föruttagningar

### SF:s val
Schweizer Fernsehen fick välja ut sju finalister. Man kunde skicka in bidrag under hela oktober månad, där flera icke-schweiziska artister ville ställa upp (såsom DQ som tävlade för Danmark 2007 och Miodio som tävlade för San Marino 2008). Totalt skickades det in 327 bidrag till SF:s uttagning, där en jury och webblyssnarna tillsammans (med 50% vardera makt) valde ut de sju finalisterna under 1-10 november 2010. SF:s sju finalister presenterades den 16 november, vilka blev:
- CH
- Sarah Burgess
- Polly Duster
- The Glue
- Anna Rossinelli
- Bernarda Brunovic
- Andrina

### DRS 3:s val
DRS 3 valde ut sina tre finalister genom en webbomröstning. Under fyra veckor valde webblyssnarna samt en jury ut sina favoriter i radioprogrammet ESC-Club. Därefter blev det totalt tio bidrag som juryn och webblyssnarna sedermera valde ut sina tre låtar, vilket skedde mellan den 2-12 november 2010. De artister som valdes ut var Dominique Borriello, Duke och The Colors & Illira. De tio bidrag som tävlade om att bli utvalda var (de med gul bakgrund blev utvalda):
| Artist                            | Bidrag                          | Resultat |
| --------------------------------- | ------------------------------- | -------- |
| Dominique Borriello               | "Il ritmo dentro di noi"        | 20,4 %   |
| Duke                              | "Waiting for Ya"                | 19,9 %   |
| The Colors and Ilira              | "Home"                          | 16,1 %   |
| Anetta Morozova feat. Wilder Berg | "Sky"                           | ?        |
| Dorian Gray                       | "No Seasons"                    | ?        |
| Simongad                          | "I Will Stand (for the Nation)" | ?        |
| Fräkmündt                         | "D'Draachejongfer"              | ?        |
| Evelyn                            | "Who Do You Love?"              | ?        |
| Scilla                            | "Barbie Doll"                   | ?        |
| Lucas                             | "Hot Temptation"                | ?        |

### RSIs val
Radiotelevisione svizzera di lingua italiana fick välja ett bidrag till den nationella finalen. En jury valde ut fem bidrag av 46 inskickade, som först deltog i en internetomröstning den 3-9 november, och sedan i en final över radio den 10 november som sändes från Hotel Besso i Lugano. Finalen vanns av Orpheline med låten "Surrender", men hon hoppade av på grund av personlig orsak och därför fick istället tvåan Vittoria Hyde tävla i Schweiz nationella final. Dock blev hon diskvalificerad, då det framkom att hennes låt varit publicerad före den 1 september 2010, vilket strider mot EBU:s regelverk. Detta gjorde att Scilla, som blev trea i omröstningen, fick bli RSI:s representant i finalen.
| Artist             | Bidrag                        | Resultat           |
| ------------------ | ----------------------------- | ------------------ |
| Orpheline          | "Surrender"                   | 1st (Withdrew)     |
| Vittoria Hyde      | "Play the Trumpet"            | 2nd (Disqualified) |
| Scilla             | "Barbie Doll"                 | 3rd                |
| Néo                | "Learning to Love"            | ?                  |
| Maxi B feat. Marco | "Most Likely - Probabilmente" | ?                  |

### TRS' val
Télévision Suisse Romande valde sin representant internt. De valde duon Aliose med låten "Sur les pavés". 

## Finalen
Finalen hölls den 11 december 2010 i Bodensee Arena i Kreuzlingen. Sven Epiney var finalens programledare. Efter varje bidrag kommenterade en expertpanel som bestod av Baschi, Nik Hartmann och tre f.d. schweiziska tävlande Francine Jordi (2002), Pepe Lienhard (1977) och Peter Reber (medlem i bandet Peter, Sue and Marc, som representerade Schweiz åren 1971, 1976, 1979 och 1981). I finalen användes dock endast telefonröstning som resultat. Finalen vanns slutligen av Anna Rossinelli med låten "In Love for a While".
|    | Artist                | Bidrag                   | Resultat | Röster | TV-kanal |
| -- | --------------------- | ------------------------ | -------- | ------ | -------- |
| 01 | Polly Duster          | "Up to You"              | 8        | 4,36%  | SF       |
| 02 | Duke                  | "Waiting for Ya"         | 11       | 2,66%  | DRS 3    |
| 03 | Andrina               | "Drop of Drizzle"        | 9        | 3,30%  | SF       |
| 04 | Bernarda Brunovic     | "Confidence"             | 2        | 13,36% | SF       |
| 05 | Anna Rossinelli       | "In Love for a While"    | 1        | 23,93% | SF       |
| 06 | Aliose                | "Sur les pavés"          | 7        | 6,49%  | TSR      |
| 07 | Dominique Borriello   | "Il ritmo dentro di noi" | 12       | 2,33%  | DRS 3    |
| 08 | Scilla                | "Barbie Doll"            | 10       | 2,88%  | RSI      |
| 09 | CH                    | "Gib nid uf"             | 4        | 11,73% | SF       |
| 10 | The Colors and Illira | "Home"                   | 3        | 13,05% | DRS 3    |
| 11 | Sarah Burgess         | "Just Me"                | 6        | 7,70%  | SF       |
| 12 | The Glue              | "Come What May"          | 5        | 8,21%  | SF       |

### Fotnoter
1. ↑  http://www.eurovision.tv/page/news?id=22833&_t=43+nations+on+2011+participants+list!
2. ↑  http://www.oikotimes.com/v2/index.php?file=articles&id=8368
3. 1 2  http://www.eurovisionplattform.sf.tv/content/download/198366/2901062
4. ↑  http://www.eurovisionplattform.sf.tv/content/download/198366/2901062
5. ↑  SF decides on December 11 oikotimes.com
6. ↑  Former Eurostars apply in Switzerland esctoday.com
7. ↑  http://www.eurovisionplattform.sf.tv/content/download/198382/2901094
8. ↑  ”Arkiverade kopian”. Arkiverad från originalet den 19 november 2010. https://web.archive.org/web/20101119090721/http://www.glanzundgloria.sf.tv/Nachrichten/Archiv/2010/11/16/International/Eurovision-Song-Contest/Das-sind-die-Eurovision-Song-Contest-Finalisten. Läst 31 januari 2011.
9. ↑  http://www.drs3.ch/www/de/drs3/themen/musik/215409.jetzt-abstimmen-wen-schicken-wir-an-den-eurovision-song-contest-2011.html
10. ↑  ”Arkiverade kopian”. Arkiverad från originalet den 6 november 2010. https://web.archive.org/web/20101106052334/http://www.rsi.ch/home/channels/comunicazione/comunicazione_on_line/2010/10/04-Vuoi-partecipare-alla-finale-svi. Läst 2 november 2010.
11. ↑  ”Arkiverade kopian”. Arkiverad från originalet den 31 december 2010. https://web.archive.org/web/20101231120438/http://www.rsi.ch/home/channels/musica/incontri/2010/11/10/eurosongRSI-finale.html. Läst 15 november 2010.
12. ↑  ”Arkiverade kopian”. Arkiverad från originalet den 30 december 2010. https://web.archive.org/web/20101230061143/http://www.glanzundgloria.sf.tv/Nachrichten/Archiv/2010/11/23/International/Eurovision-Song-Contest/ESC-Finalistin-Vittoria-Hyde-disqualifiziert. Läst 31 januari 2011.
13. ↑  http://www.esctoday.com/news/read/16228
14. ↑  http://tsr.blogs.com/eurosong/2010/11/s%C3%A9lection-suisse-les-12-candidats-sont-connus--1.html%7Clanguage=French
15. ↑  ”Arkiverade kopian”. Arkiverad från originalet den 15 augusti 2011. https://web.archive.org/web/20110815220639/http://escdaily.com/articles/4617. Läst 29 november 2010.
16. ↑  ”Arkiverade kopian”. Arkiverad från originalet den 4 december 2010. https://web.archive.org/web/20101204111958/http://www.esctoday.com/news/read/16286. Läst 30 november 2010.
17. ↑  ”Arkiverade kopian”. Arkiverad från originalet den 11 januari 2011. https://web.archive.org/web/20110111185644/http://www.glanzundgloria.sf.tv/Nachrichten/Archiv/2010/11/29/International/Eurovision-Song-Contest/Das-sind-die-fuenf-Eurovision-Experten. Läst 31 januari 2011.